# Zelotes ngomensis
Zelotes ngomensis är en spindelart som beskrevs av FitzPatrick 2007. Zelotes ngomensis ingår i släktet Zelotes och familjen plattbuksspindlar. Inga underarter finns listade i Catalogue of Life.